# 霍各庄镇
霍各庄镇，是中华人民共和国天津市宝坻区下辖的一个乡镇级行政单位。
2019年3月，根据《天津市民政局关于同意宝坻区调整部分街镇设置及行政区划的批复》（津民函〔2018〕79号）文件，整霍各庄镇行政区划。霍各庄镇辖33个村、户籍人口25447人，辖区面积37.14平方公里。将霍各庄镇所辖物流城区域（涉及小北台、张丰庄、刘举人庄、后白庙、黄辛庄等5个村，面积4.53平方公里）划归朝霞街道管辖。调整后，霍各庄镇辖28个村、户籍人口20447人，辖区面积为32.61平方公里，镇政府驻地不变。

## 行政区划
霍各庄镇下辖以下地区：
西霍各庄村、后白庙村、刘举人庄村、张丰庄村、小北台村、北黄辛庄村、陈家口村、破留舟村、北八间房村、北王庄村、北马庄村、北陈庄村、北张庄村、经堂庄村、外郎庄村、安乐庄村、白龙港村、打扮庄村、张古庄村、小网户村、九王庄村、东双树村、西双树村、张举人庄村、香铺王庄村、后党赵庄村、前党赵庄村、东霍各庄村、哈喇庄村、高八庄村、北横村、张台村和王台村。